# 해어화
"해어화"는 2016년에 개봉한 대한민국의 영화로, 박흥식이 감독을 맡고, 하영준이 각본을 맡았다. 영화명인‘해어화’란 '말을 이해하는 꽃'이라는 뜻으로, 기생이자 예인을 일컫는 말이다.

## 줄거리
1940년대 경성, 최고의 예인을 꿈꾸는 ‘소율(한효주)’과 그녀와 둘도 없는 우정을 나누는 친구 ‘연희(천우희)’,
그리고 당대를 풍미한 유행가의 작곡가 ‘윤우(유연석)’, 노래와 운명으로 얽힌 세 사람의 이야기를 그린 영화이다.

## 캐스팅
- 한효주 : 정소율 역
- 유연석 : 김윤우 역
- 천우희 : 서연희 역
- 박성웅 : 경무국장 히라타기 요시 역
- 장영남 : 산월 역
- 이한위 : 사무장 역
- 류혜영 : 김옥향 역
- 장인섭 : 홍석 역
- 김수안 : 어린 정소율 역
- 다케다 히로미츠 : 헌병장교 역
- 황병국 : 참사관 역
- 방유설 : 어린 서연희 역
- 최지원 : 어린 김옥향 역
- 윤예인 : 옥향 (노역) 역
- 백현진 : 박일성 역
- 김도형 : 작곡가 역
- 신삼봉 : 연희 父 역
- 이철희 : 명화관 배사장 역
- 송요셉 : 영일권번 양 사장 역
- 김소숙 : 수선집 여인 역
- 이하나 : 중년 일본여인 역
- 신창수 : 콧수염 역
- 문지애 : 아나운서 역
- 김용명 : 도리구찌 사내 역
- 정성혜 : 복도창가 기생 1 역
- 김지혜 : 복도창가 기생 2 역
- 조한나 : 삼패학생 2 역
- 차은재 : 마당 기생 1 역
- 변한나 : 마당 기생 2 역
- 박상현 : 기자들 1 역
- 이주한 : 기자들 2 역
- 김범석 : 기자들 3 역
- 이영수 : 기자들 4 역
- 김은지 : 기생 2 역
- 나소이 : 채선이 역
- 주경희 : 마복선 역
- 안태현 : 경성클럽직원 1 역
- 오하늬 : 경성클럽직원 5 역
- 이성우 : 연희녹음실 엔지니어 역
- 이중현 : 소율녹음실 엔지니어 역
- 김태훈 : 소율녹음실 조수 역
- 우영택 : 일본중위장교 마쯔다 히데키 역
- 박성택 : 권번 보이 역
- 송승환 : 권번 보이(아역) 역
- 이현아 : 잡가선생 역
- 김고은 : 하품선배(아역) 역
- 박효빈 : 목욕탕 선배 1(아역) 역
- 한희규 : 목욕탕 선배 2(아역) 역
- 오현승 : 현황판 직원 역
- 최영환 : 사진사 역
- 양재준 : 심의관 역
- 송동규 : 가요무대 FD 역
- 천영암 : 출정군인 1 역
- 백광두 : 출정군인 2 역
- 이정훈 : 출정군인 3 역
- 미석 : 출정군인 4 역
- 최은미 : 방송국 작가 역
- 권기남 : 경성클럽 직원 역
- 최혁준 : 경성클럽 직원 역
- 이다영 : 경성클럽 직원 역
- 장규미 : 경성클럽 직원 역
- 김미승 : 경성클럽 직원 역
- 김관수 : 경성클럽 관계자 역
- 이민서 : 성인 기생들 역
- 최정은 : 애기 기생 역
- 손성찬 : 일본군대장 역
- 이규정 : 삼패학생 1 역
- 황재경 : 오케스트라 지휘자 역
- 차지연 : 이난영 역 (특별출연)
- 김영민 : 피디 역 (특별출연)

## 수상
- 2016년 제52회 백상예술대상 후보 - 영화남자인기상(유연석), 영화여자인기상(천우희)
- 2016년 제19회 상하이국제영화제 후보 - 한국영화(박흥식)